# Тоттункал, Баселиос Клеемис
Мар Баселиос Клеемис (Исаак) Тоттункал (англ. Baselios Cleemis Isaac Thottunkal, малаял. ബസേലിയോസ്‌ ക്ലീമിസ്); род. 15 июня 1959, Муккоор, Индия) — индийский сиро-маланкарский католический кардинал. Титулярный епископ Чаяла Сиро-маланкарского и вспомогательный епископ Тривандрума Сиро-маланкарского и апостольский визитатор для сиро-маланкар в Европе и Северной Америке с 18 июня 2001 по 11 сентября 2003. Епископ Тируваллы Сиро-маланкарской с 11 сентября 2003 по 15 мая 2006. Архиепископ Тируваллы Сиро-маланкарской с 15 мая 2006 по 8 февраля 2007. Верховный архиепископ Тривандрума — глава Сиро-маланкарской католической церкви с 8 февраля 2007. Кардинал-священник с титулом церкви Сан-Грегорио VII с 24 ноября 2012.